# Martin Kotůlek
Martin Kotůlek (* 11. September 1969 in Olmütz) ist ein ehemaliger tschechischer Fußballspieler und heutiger -trainer.

## Spielerkarriere
Kotůlek spielte in seiner Jugend für SK Těšetice und TJ Náměšť na Hané. 1986 wechselte er zu Sigma Olmütz, dem er 14 Jahre treu blieb, von einer eineinhalbjährigen Wehrdienstzeit bei Dukla Banská Bystrica abgesehen. Für Sigma kam Kotůlek auf 256 Einsätze in der 1. Liga, dabei schoss er neun Tore. Zwischen 1991 und 1998 spielte der Verteidiger acht Mal für die Tschechoslowakische- und Tschechische Nationalmannschaft, dabei stand er im Kader für die Europameisterschaft 1996. 2000 wechselte Kotůlek zum FC Stavo Artikel Brünn, 2004 zum SFC Opava. 2005, inzwischen 36-jährig, wechselte er in die 2. Liga zum 1. HFK Olomouc.
Mit insgesamt 412 Spielen in der 1. Liga hat er von allen noch aktiven Spielern die meisten Einsätze. Kotůleks Spielweise gilt als zuverlässig und unauffällig. Auch außerhalb des Platzes ist es still um ihn.

## Trainer
Zur Saison 2008/09 wurde Kotůlek Co-Trainer bei Sigma Olomouc.